# Verkiezingen voor het Europees Parlement 2014/Kandidatenlijst/VEGA
Dit is de kandidatenlijst van het Belgische VEGA voor de Europese verkiezingen van 2014.

## Effectieven
1. Vincent Decroly
2. Stéphanie Grisard
3. Thierry Bingen
4. Delia Delcour
5. Fabian Dortu
6. Marie-Claire Hames
7. Didier Brissa
8. Gwenaëlle Martin

## Opvolgers
1. Santo Dolce
2. Aurélie Vandeputte
3. Pierre Ergo
4. Bouchra Laraki
5. Adrien Rosman
6. Karine Passelecq